# Mistrzostwa Świata U-20 w Rugby Union Mężczyzn 2025
Ten artykuł dotyczy przyszłego wydarzenia sportowego. Informacje w nim zawarte zmienią się w przyszłości.
Mistrzostwa Świata U-20 w Rugby Union Mężczyzn 2025 (2025 World Rugby U20 Championship) – piętnaste mistrzostwa świata w rugby union dla drużyn narodowych do lat dwudziestu, organizowane przez World Rugby. Turniej zostanie rozegrany we Włoszech w dniach 29 czerwca – 19 lipca 2025 roku. Weźmie w nim udział dwanaście drużyn, a tytułu mistrzowskiego będą bronić Anglicy.
Federazione Italiana Rugby otrzymała prawa do organizacji turnieju w połowie marca 2025 roku, jednocześnie ogłoszono, że zawody odbędą się w czterech miastach w regionach Lombardia i Wenecja Euganejska. Wraz z ramowym harmoongramem opublikowano wówczas również podział na grupy.
Drużyny rywalizowały w pierwszej fazie systemem kołowym podzielone na trzy czterozespołowe grupy. Zwycięzca meczu zyskiwał cztery punkty, za remis przysługiwały dwa punkty, porażka nie była punktowana, a zdobycie przynajmniej czterech przyłożeń lub przegrana nie więcej niż siedmioma punktami premiowana była natomiast punktem bonusowym. Po zakończeniu pierwszej fazy ustalany był ranking przed dwumeczową fazą play-off – pierwsze cztery zespoły walczyły o mistrzostwo, kolejne cztery o miejsce piąte, zaś pozostałe o miejsce dziewiąte. Przy ustalaniu rankingu po fazie grupowej w przypadku tej samej ilości punktów lokaty zespołów były ustalane kolejno na podstawie:
- wyniku meczu pomiędzy zainteresowanymi drużynami;
- lepszego bilansu punktów zdobytych i straconych;
- lepszego bilansu przyłożeń zdobytych i straconych;
- większej liczby zdobytych punktów;
- większej liczby zdobytych przyłożeń;
- rzutu monetą.

## Uczestnicy
W zawodach uczestniczyć będzie jedenaście najwyżej sklasyfikowanych drużyn z poprzednich mistrzostw oraz zwycięzca World Rugby U-20 Trophy 2024.
| Zespół                 | Liczba występów | Poprzednia pozycja |
| ---------------------- | --------------- | ------------------ |
| Anglia U-20            | 14              | 1                  |
| Francja U-20           | 14              | 2                  |
| Nowa Zelandia U-20     | 14              | 3                  |
| Irlandia U-20          | 14              | 4                  |
| Argentyna U-20         | 14              | 5                  |
| Australia U-20         | 14              | 6                  |
| Południowa Afryka U-20 | 14              | 7                  |
| Walia U-20             | 14              | 8                  |
| Gruzja U-20            | 6               | 9                  |
| Włochy U-20            | 12              | 10                 |
| Hiszpania U-20         | 2               | 11                 |
| Szkocja U-20           | 12              | awans z WRT 2024   |